# Szőke Nikoletta
Szőke Nikoletta (Zalaegerszeg, 1983. május 8. –) Máté Péter-díjas magyar dzsesszénekesnő. A 2005-ös Shure Montreux Jazz Voice győztese.
Szeretek úgy felmenni a színpadra, hogy most aztán mindent beleadunk, „lebontjuk” a házat, és szeretek úgy lejönni a műsor végeztével, hogy ez meg is történt.

## Pályafutása
Hagyományos cigányzenét játszó családból származik. Édesapja cimbalmos. Négy éves korában a család Budapestre költözött. Zenész családjában születése óta zene vette körül, és tehetsége nagyon korán megmutatkozott.
Még Zalaegerszegen zeneóvodába íratták. Mégis 14 évnyi szünet következett zenei tanulmányaiban: közgazdasági szakközépiskolába járt. 18 évesen jött rá, hogy szeretne mégis éneklést tanulni. Már teljesen az éneknek akarta életét szentelni.
Eleinte Szakcsi Lakatos Róbert triójával lépett fel, majd egyre több más együttessel is szerepelt. Nem telt el fél év 2002-es énektanulmányai megkezdésétől, amikor a Magyar Rádió 6-os Stúdiójában debütált. 2003 márciusában bemutatkozott a Márványteremben is. 2018-ban Kökény Attilával és Szakcsi Lakatos Róberttel az Életre kel című dallal az elődöntőig jutottak.
Három és fél év tanulás – közben folyamatos koncertezés – után jelentkezett a Montreux-i Jazz Festival-ra, a Shure Montreux Jazz Voice Competition-ra, amit meg is nyert, és még a közönségdíjat is megkapta.
Első magyar énekesként 2006-ban részt vett New Yorkban a Jazzoktatási Világszövetség által 33. alkalommal megrendezett konferenciáján, és koncertje volt a Hiltonban és a Wynton Marsalis által vezetett Dizzy's Clubban.
2006 nyarán zenekarával Montreux-ben a fesztivál nyitónapján koncertezett.
Hat lemeze jelent meg Japánban, hetedik önálló albuma 2017 tavaszától kapható Japánban, az Egyesült Államokban és Európa sok országában. Énekelt Bobby McFerrinnel, Kurt Ellinggel, Michel Legrand-nal.

## Lemezek
- 2008: Golden Earrings
- 2009: A Song for You
- 2010: My Song
- 2011: Shape of My Heart
- 2012: Inner Blaze
- 2015: I Thought About You...
- 2015: Moonglow

- Spotify

## Díjak
- 2005: a Montreux-i Jazz Fesztivál első díja és közönségdíja (a 30 éven aluli énekesek versenye.)
- 2006: Lakatos Ablakos Dezső[3] ösztöndíj
- 2012: Junior Prima díj
- 2024: Máté Péter-díj[4]